# Euphorbia pseudoapios
Euphorbia pseudoapios là một loài thực vật có hoa trong họ Đại kích. Loài này được Maire & Weiller mô tả khoa học đầu tiên năm 1939.